# Cruel Sister (ballata)
Cruel Sister è una ballata medievale inglese. Viene classificata come Child Ballad #10. La sua esecuzione più famosa fu quella eseguita dal gruppo folk jazz britannico Pentangle nell'album omonimo del 1970.

## La storia
La storia narra di due sorelle, una bionda e una dai capelli neri. Un cavaliere venne a corteggiarle entrambe, ma in verità amava solo la bionda. La sorella, gelosa, la invitò quindi a fare una passeggiata sulle scogliere per veder passare le navi e, presala per mano, la gettò nel vuoto, sorda alle richieste di aiuto della poverina.
Due menestrelli, camminando sulla riva, trovarono il corpo della ragazza: con le sue ossa fecero un'arpa, un'arpa dal suono così melodioso da commuovere anche le pietre, e con i suoi capelli fecero le corde. Si recarono poi al palazzo del padre per suonare al matrimonio tra il cavaliere e la sorella dai capelli neri. Ma quando poggiarono l'arpa su una pietra, questa cominciò a suonare da sola. La prima corda accusò la sorella dai capelli neri di aver buttato giù dalle scogliere la sorella bionda; al suono della seconda corda la sposa si sedette terrorizzata; al suono della terza la sorella cadde in terra morta.

## Il testo
There lived a lady by the North Sea shore
Two daughters were the babes she bore
One grew as fair as in the sun
So cold, dark, grew the elder one
A knight came riding to the ladies' door
He travelled far to be their wooer
He courted one with gloves and rings
But the other he loved above all things
"Oh, sister, sister won't you walk with me
To see the ships sail o'er sea"
And as they walked the windy shore
The dark girl pushed her sister o'er
Sometimes she sank, sometimes she swam
Crying "Sister, reach to me your hand
Oh sister, sister please let me live
And all that's mine I'll surely give
"It's your own true love I want, and more
That thou shalt never come ashore"
And as she floated like a swan
The salt sea bore her body on
Two minstrels walked by the windy strand
They saw her body float to land
They made a harp of her breast bone
Who's sound would melt a heart of stone
They took three strands of her yellow hair
And with them strung this harp so rare
They took this harp to her father's hall
There to play before them all
But when they set the harp upon a stone
It began to play alone
The first song sang a doleful sound
"The bride her younger sister drowned"
The second string, when this they tried
In terror sits the black haired bride
The third string sang beneath their bow
"And now her tears will surely flow"

### Traduzione in italiano
Sulle sponde del Mare del Nord viveva una donna
Due figlie furono le bambine che partorì
(Mentre la prima) crebbe splendida come il Sole
Così fredda e scura crebbe la più grande.
Un cavaliere cavalcò fino alle porte delle donne
Veniva da lontano per essere il loro corteggiatore
Una la corteggiò con guanti e anelli
Ma l'altra amò sopra ogni cosa.
"Oh, sorella, sorella, verresti con me a camminare
Per vedere le navi (salpare) sul mare?"
E mentre camminavano sulla ventilata sponda
La sorella (dalla chioma) scura spinse la sorella (oltre le scogliere).
A volte affondava, a volte nuotava
e urlava: "Sorella, dammi la tua mano
Sorella, sorella, lasciami vivere
E tutto ciò che è mio ti darò certamente."
"È il tuo vero amore che io voglio, e altro:
"Che tu non torni più (in vita) a riva!"
E mentre il suo corpo galleggiava come un cigno
Il mare salato la portò (sulla riva).
Due menestrelli passarono sulla sponda,
E videro il suo corpo spiaggiato
Del suo sterno ne fecero un'arpa
Il cui suono potesse sciogliere un cuore di pietra.
Presero tre ciocche dei suoi capelli biondi
E con quelle tesero un'arpa così rara
(I due menestrelli) portarono l'arpa al salone di suo padre
Per suonare davanti a tutti (gli invitati al matrimonio del cavaliere con la sorella dai capelli scuri).
Ma appena posero l'arpa su una pietra
L'arpa iniziò a suonare da sola
La prima corda intonò un suono addolorato:
"La sposa ha affogato la sua sorella più piccola."
(Quando suonò) la seconda corda, mentre questi (i menestrelli) finsero (di suonarla)
Sedette (morta) nel terrore la sposa dalla chioma scura
La terza corda cantò sotto il loro arco:
"E adesso le sue lacrime (della sorella assassinata) sicuramente scorreranno".